# Pernice
Pernice su bivše samostalno naselje s područja današnje općine Uskoplje, Federacija BiH, BiH.

## Povijest
Na austro-ugarskim popisima stanovništva iz 1879., 1885., 1895. i 1910. godine Pernice su zabilježeni kao samostalno naselje.
Za vrijeme socijalističke BiH ovo je naselje pripojeno naselju Duratbegović Dolac.